# 자링강
자링강(중국어: 嘉陵江, 병음: jīalíngjiāng)은 장강의 지류로 수원지는 간쑤성이다. 자링강이라는 이름은 강이 산시성 펑현의 자링 계곡을 가로지르는 데에서 유래하였다. 한 때 랑수이(중국어: 阆水, 병음: Làngshǔi), 또는 위수이(중국어: 渝水, 병음: Yúshǔi)로 불렸다.

## 개관
자링강의 길이는 1119km이다. 강의 원류는 베이룽강과 시한수이이다. 두 강의 합류점인 산시성 한중시 뤠양현의 량허커우부터 자오화까지는 강의 상류로 여겨진다. 중류는 자오화와 허촨 사이이다. 허촨 아래부터 충칭에서의 장강과의 합류점까지가 강의 하류이다.

## 특성
자링강의 가장 중요한 특징은 구불구불한 모양이다. 광위안의 장왕묘(장페이사)부터 허촨의 룽둥퉈까지의 직선 거리는 200km가 조금 넘는다. 그러나 이곳을 지나는 강의 길이는 600km가 넘는다. 가장 구불구불한 지역은 난충과 우성 사이의 구간이다.

## 지류
자링강을 따라 수많은 지류들이 있다. 가장 큰 지류는 푸강(또는 수이허로도 알려져있다)과 취강으로 둘다 허촨에서 자링강과 합류한다.

## 강의 주요 도시
- 광안
- 랑중
- 난충
- 허촨
- 충칭